# SNH48相關歌曲一覽
SNH48相關歌曲一覽是SNH48相關歌曲的一覽表。
為便於查閱，劇場公演中出現的歌曲與發行唱片中收錄的歌曲若有相同者，會在列表中重複記載。而專輯中只列出該專輯發行的新歌。
所有歌曲都为汉语歌曲。

## overture
- overture（SNH48 ver.）

## 劇場公演

### SNH48 Team SII
- 猛犸
- 最后的钟声响起
- 男友制作秘籍
- 不想太伟大
- 再爱一回
- 初恋小盗
- 对不起我的宝贝
- 夜蝶
- 16人姐妹歌
- 战役的崛起
- 冷酷女孩
- 爱的洄游鱼
- 期待相遇
- 暹罗猫
- 梅洛斯之路
- 支柱

- 永恒之光
- 回到那天
- 睡美人
- 爱的降临
- 黑天使
- 心型病毒
- 恋愛禁止条例
- 傲娇女孩
- 盛夏的花
- 遙控器
- 109
- 机尾云
- 舊球鞋
- SNH參上
- 眼泪深呼吸
- 钻石呐喊

- 初日
- 必殺技
- 戀愛中的美人魚
- 浪漫單車
- 天使的尾巴
- 不眠之夜
- 純情主義
- 愛恨的淚
- 鏡中聖女
- 兩年後
- 生命所謂的意義
- Kiss
- 青春
- 加油!S隊
- 水手夢
- 閃耀的你

- 檸檬的年紀
- 勇氣重生
- 煥然一新
- 能做你的女朋友嗎
- 嗚吼吼
- 再見，制服
- 錯過奇迹
- 王子殿下
- 獻給明天的吻
- 心的港灣
- 毒蜘蛛
- 放手一搏
- 白色情人節
- 記憶的拼圖
- 仰望星空
- 日升日落
- 新的旅程

- 不需要浪漫
- 讓夢想閃耀
- 永不放棄
- 放手去愛
- Bye Bye Bye
- 巧克力糖果
- 青澀的香蕉
- 記憶迷宮
- 不曾後悔
- 森林漫步
- 青春閃電
- 活著真好
- 愛的毛巾
- 愛與和平
- 左右為難
- 愛情感冒藥

1. 心的旅程
2. 時差密碼
3. 小宇宙
4. 蒙娜麗莎沒有自拍照
5. 好友創可貼
6. 地平線
7. 下一站是你
8. 新世界
9. 降落傘
10. 狂歡亞馬遜
11. 羅馬假日
12. 紐約夢
13. 月光下
14. 潮流冠軍
15. 青春號角
16. 我的舞臺

1. 第48区
2. 破茧
3. MUTE
4. DROP IT
5. MAD WORLD
6. GOOD TIME
7. 爱未央
8. GO AWAY
9. 灵魂使者
10. 寒夜
11. 幻
12. 冒险乐园
13. 废墟纪元
14. 战歌
15. 我的存在
16. 无尽的世界

1. 晨光
2. Forever XLVIII
3. Who is the one
4. 黑洞
5. Lost
6. Hold Me Tight
7. 解语者
8. 最终回合
9. 无罪无我
10. Somewhere
11. 噩梦轮回
12. Restart
13. 预言
14. 彼岸花
15. 重生计划
16. 坐标121E 31N

### SNH48 Team NII
- 戀愛捉迷藏
- 勇氣之錘
- 隕石的機率
- 愛的舞娘
- 劇場女神
- 初戀，你好
- 暴風雨之夜
- 糖
- 更衣室男孩
- 都是夜風惹的禍
- 100米衝刺的愛
- 戀愛躲避球
- 訣別的束縛
- 海潮的請柬
- 誠實的心
- 二期生首推之歌
- 夢想的紙飛機

- 掌
- 逆流而上
- 總有一天
- 誠實的汗水
- 曲終人散
- 任性的流星
- 愛的顏色
- 如果你擁抱我
- 蟲之詩
- Kiss me
- 乘風破浪
- 足球派對
- Fan letter
- 沒道理
- 半吊子帥哥
- To be continued

- 格子裙妖精
- 前所未有
- 微瑕珍珠
- 憧憬的POP STAR
- 握你的手
- 燃燒的道路
- 愛的加速器
- 星的彼岸
- 仙人掌與淘金熱
- 最美之人
- Give me love
- 摩天樓的距離
- 生命的意義
- I'm crying
- 永遠 永遠
- We Are The SNH

- 星夢女孩
- 奔跑吧，少女!
- 未來的果實
- 颶風來襲
- 專屬偶像
- 朱麗葉
- 暮蟬之戀
- 愛到累了
- 向日葵
- 夢中情人
- 瘋狂的理由
- 似曾相識
- 夕陽西下
- 女王殿下
- BINGO!
- 我的太陽

1. 潘多拉的音樂盒
2. 專屬派對
3. Shake it！Shake it！
4. 搖擺節拍
5. 我們不是天使
6. 白日夢
7. 木偶
8. Don't touch
9. 黑天鵝
10. Funky Night
11. 圈叉圈叉
12. 超級焦點
13. 青春不散
14. 不良示範
15. 下一個黎明
16. 星願

1. 以愛之名
2. 丘比特的失誤
3. 未完成少女
4. 標準男友Excel
5. 獵夢
6. Fire Touch
7. 未接來電
8. 春夏秋冬
9. 夢中的婚禮
10. Feeling You
11. 妄想症的解藥
12. 黑名單
13. Unforgettable
14. 光之軌跡
15. 為了那些失去的愛情
16. Remember You

- 2.0新增曲目

1. 青春的詩
2. 最初的愛，最後的愛

1. 雪之國
2. 光明與黑暗
3. 命運齒輪
4. 十洲集結
5. 畫（鳳）
6. 一體同心（虎）
7. 暗羽（鴉）
8. 傳頌之歌（鶇）
9. 觀自在（蓮）
10. 信念箭羽（菊）
11. 春日
12. 花之祭
13. 時之卷
14. 歷史的獨白
15. 未來天空
16. 遠方的海

1. 月下的序曲
2. 消逝的光
3. 应许之地)
4. 旗帜
5. 赤月
6. 腥红之眼
7. 低哮
8. 罗生门
9. 皆渡
10. 炎之诗
11. 永恒曲
12. 女神之袂
13. 轨迹
14. 祝日
15. 梦乡
16. 光

### SNH48 Team HII
- 青春派對
- 沙灘涼鞋
- 在你變成星星之前
- Blue Rose
- 禁忌的愛
- 雨中動物園
- 浪漫夏日
- Don't disturb!
- Virgin love
- 日期變更線
- 我的花火
- 我們的約定
- 化為滾石
- 灰姑娘

- 風中的歌
- 芒果女孩
- 手牽手
- 下課鈴聲
- 榮耀日
- 愛心條形碼
- 溫布頓之夢
- 雨中鋼琴師
- 巧克力密語
- 天真
- 浪漫火箭
- 戀愛馬拉松
- 喜歡你
- 繩索上的友情
- 星期二夜晚
- 伴我同行

- 偶像的黎明
- 大家一起來
- 春風吹
- 正義之拳
- 少女的遺憾
- 巧克力之吻
- 單戀對角線
- 天國小子
- 娜塔莎
- 校園女孩
- 表白
- 那年夏天的吻
- 蒲公英的決心
- H Star
- 愛的轉角
- 謝謝你

1. H Zone
2. I Hate You
3. 黑夜女神
4. High Light
5. 背水一戰
6. 天使的圈套
7. 化學超女子
8. 關不掉
9. 完美犯罪
10. 對峙
11. Why
12. 花與火（Orange Fire）
13. 美麗世界（Beautiful World）
14. 天天向上
15. Running Girls
16. 如果有你在

1. 夜之真理
2. Punch Line
3. Who I Am
4. 頭號新聞
5. Super Logic
6. ChaChaCha
7. 臨兵鬥者皆陣列在前
8. 無聲的探戈
9. Boom Boom Boom
10. 皇家紋章
11. 夜行的黑貓
12. Black Rain
13. 夜之終焉
14. 計劃崩壞
15. 扭轉未來
16. Honor

1. 盜亦有道
2. UP TO YOU
3. Do U love me
4. Escape
5. 淵
6. 騎士
7. Look Out
8. Dominated
9. Liar
10. In The Dark
11. Sweet Trap
12. SHOTS
13. 終極任務
14. Happy Rebirthday
15. GOODBYE
16. 明日的風

1. 迭代（THE GHOST）
2. 月下舞者（Dance on the moon）
3. 返校日（Class H）
4. 夜幕之都（Call me louder）
5. PLAN B（幸存者）
6. Hate it（反面角色）
7. Good girl bad girl（人格面具）
8. Shut Down（意识觉醒）
9. Obsessed（指尖游戏）
10. Zero（零）
11. 变量（Mix & Match）
12. 私有物（Control）
13. 任务重启（Dance with me again）
14. 花火（Fire in the rain）
15. 当我背对世界（Only One）
16. 阿尔法之芯（Last Try）

### SNH48 Team X
1. 结伴同行
2. 北极光
3. 寻路者（Pathfinder）
4. Shiny Boys Shiny Girls
5. 梦
6. 水手服
7. 无可替代
8. Monster
9. 人鱼
10. 梦想的旗帜
11. ONE TWO THREE!
12. X基因
13. 星座
14. 闪亮加冕
15. 梦想家
16. 未来寄语

1. Star River
2. 指南针
3. 艾克斯号
4. 命运的X
5. Ice Queen
6. Battle Cry
7. 占卜师
8. 深海之声
9. 双生花
10. 最后的曙光
11. 钢铁之翼
12. 石中花
13. 梦与星光的海上
14. 穿过水晶的光芒
15. 新航路
16. Fire X

1. 命運之帆
2. Sing together
3. 新目的地
4. 花之島
5. 花園舞曲
6. 黑與白
7. 蝶語
8. 自言自說
9. Black Baccara
10. 零和遊戲
11. 石中花-戰
12. White Light
13. 冬日
14. 雪之祭
15. 遺忘的國度
16. 以十洲的名義

1. X Girl
2. Twinkle Twinkle
3. 石中花-战
4. 绿洲
5. 琥珀色温
6. 绝对领域
7. 浅呼吸
8. 里人格
9. 否定句
10. 沉溺
11. Whisper (耳语者)
12. 涂鸦油画
13. 交叉点
14. Run For The Dream
15. 雪之祭
16. 支流

### SNH48 Team XII
1. XII say hi
2. 遇见最初的美好
3. 守護者
4. Time Machine
5. 她和她
6. Love Letter
7. 初吻练习曲
8. 都不会
9. 自以为
10. Shower Girl
11. AI進化
12. 心跳頻率
13. 成人禮
14. 夢想代碼
15. Girl Smile
16. 給未來的我們

- 2.0新增曲目

1. 守護者2.0
2. 熱情復活
3. 完美超载
4. 人間規則
5. 成人礼2.0
6. Girl Smile2.0

## 發行EP

### 翻唱
| 張 | 日期           | 名稱             | 曲目                                                                          |
| -- | -------------- | ---------------- | ----------------------------------------------------------------------------- |
| 1  | 2013年6月13日  | 《无尽旋转》     | 1. 無盡旋轉 2. 激流之戰 3. 化作櫻花樹                                         |
| 2  | 2013年8月2日   | 《飞翔入手》     | 1. 飛翔入手 2. 馬尾與髮圈 3. 石頭剪刀布                                       |
| 3  | 2013年11月25日 | 《愛的幸運曲奇》 | 1. 愛的幸運曲奇 2. 浪漫聖誕夜 3. 藉口 4. 開拓者 5. 生命之風                   |
| 4  | 2014年3月12日  | 《心電感應》     | 1. 心電感應 2. 神魂顛倒 3. 愛的意義 4. 日升日落 5. 黑白格子裙                 |
| 5  | 2014年10月12日 | 《呜吒》         | 1. 嗚吒 2. 懸鈴木 3. 第一隻兔子 4. 錯過奇蹟 5. 夕陽下的約定                   |
| 6  | 2015年1月15日  | 《青春的约定》   | 1. 青春的約定 2. 告白趁現在 3. 萬有引力 4. 因為喜歡你 5. 夢之河               |
| 7  | 2015年3月28日  | 《雨季之後》     | 1. 雨季之後 2. 愛情養成日記 3. 幸福的壓力 4. 懸鈴木 5. 狼與自尊               |
| 8  | 2015年5月8日   | 《盛夏好声音》   | 1. 盛夏好聲音 2. 自我主張 3. 親吻進行式 4. 眼神加速度 5. 清純哲學             |
| 9  | 2015年10月12日 | 《万圣节之夜》   | 1. 萬聖節之夜 2. 夏日再會 3. 青春的花瓣 4. 初戀蝴蝶 5. 夏日真心話 6. 蜜蜂女孩 |
| 10 | 2015年12月28日 | 《新年的鐘聲》   | 1. 新年的鐘聲 2. 綠光 3. 麵包和奶油 4. DU-DU BABY 5. 奔跑的少女 6. 給你       |

## 专辑
1.一心向前
- 一心向前
- 遙遠的彼岸
- 櫻花書籤

## 其他歌曲
- 为了你
- S隊首推之歌
- 流著淚微笑
- 緣盡世間
- 星夢之光
- 無處可逃
- 酷跑Run To You
- 奔跑卡路里
- 釋FUN不安分
- 苦與甜
- 梅洛斯之戰
- 3345
- 小豬歌